# Martin Wangh
Martin Wangh (geboren als Martin Wang 30. Dezember 1911 in Leipzig; gestorben 4. Oktober 2009 in New York City) war ein deutschamerikanischer Psychoanalytiker.

## Leben
Martin Wangs Eltern stammten aus Brody in Österreich-Ungarn, seine Mutter war 1894, sein Vater 1900 nach Leipzig gekommen. Er hatte drei ältere Brüder. Wang besuchte die jüdische Grundschule und das König-Albert-Gymnasium in Leipzig und begann 1931 das Medizinstudium an der Universität Hamburg. Nach der Machtübergabe an die Nationalsozialisten erlebte er im Sommersemester 1933 die rassistische Trennung der jüdischen von den christlichen Medizinstudenten im Präparierkurs und brach das Studium ab. Er floh nach Italien und nahm an der Universität Bologna das Studium wieder auf. Er machte die Laurea und schrieb eine Dissertation über Ticstörungen. Ein Verwandter in den USA sorgte im August 1938 für ein Affidavit, und er emigrierte mit dem Schiff Conte di Savoia. Seine Brüder und seine Eltern retten sich noch vor Kriegsausbruch nach England.
In New York fand Wangh mit einem Empfehlungsschreiben von Marco Levi Bianchini Zugang zu den Psychiatern und Analytikern Smith Ely Jelliffe und Lawrence Kubie, die ihm finanzielle Unterstützung und im Juli 1940 eine Stelle als Medizinalassistent besorgten. Wangh heiratete Anne Wolfson Wilson (1919–2016), ein Ensemblemitglied des American Ballet Theatre, sie hatten drei Kinder.
Wangh nahm eine psychoanalytische Ausbildung am New York Psychoanalytic Institute auf, die er 1946 abschloss er danach in die New York Psychoanalytic Society aufgenommen wurde. Seither war er mit den Studienkollegen Jacob Arlow, David Beres sowie Charles Brenner eng befreundet. Wangh wurde Training and Supervising Analyst am New York Psychoanalytic Institute. Er wurde Sekretär der New York Psychoanalytic Society und organisierte ab 1967 für fünf Jahre als Vorsitzender der Programmkommission die halbjährlichen Tagungen der American Psychoanalytic Association (APsaA) mit 2000 Teilnehmern. Von 1960 bis 1970 war er Clinical Professor of Psychiatry am Albert Einstein College of Medicine.
Wangh wirkte als Gutachter in deutschen Wiedergutmachungsprozessen. Zusammen mit dem Psychiater John W. Thompson organisierte 1965 in New York eine Protestveranstaltung zu den Wiedergutmachungsverfahren in der Bundesrepublik, mit der die Novellierung des Bundesentschädigungsgesetzes beeinflusst werden konnte.
Auf Einladung von Alexander Mitscherlich hielt er 1962 in Heidelberg auf einem Symposion über „Vorurteil und Antisemitismus“ einen Vortrag. 1977 stiftete die Internationale Psychoanalytische Vereinigung (IPV) anlässlich ihrer Versammlung in Jerusalem an der Hebräischen Universität Jerusalem einen Sigmund-Freud-Lehrstuhl, das Geld dafür hatte Wangh eingesammelt. Bei der Tagung der Deutschen Gesellschaft für Psychoanalyse, Psychotherapie, Psychosomatik und Tiefenpsychologie (DGPT) 1984 in Lindau zum Thema „Zur Psychoanalyse der nuklearen Drohung“ war er Hauptredner und Ehrengast. 1991 hielt er die Sigmund-Freud-Vorlesung der Sigmund-Freud-Stiftung in Frankfurt am Main.
Wangh und seine Frau wanderten 1984 nach Israel aus. Sie lebten dort bis 1998 in Jerusalem, und er  praktizierte als Analytiker und engagierte sich in der Israelischen Psychoanalytischen Gesellschaft, während Anne Wangh das Tanz-Informationszentrum und die Tanzbibliothek in Tel Aviv ausbaute. In den letzten Lebensjahren lebte er wieder in New York.

## Schriften (Auswahl)
- (Hrsg.): Fruition of an idea : fifty years of psychoanalysis in New York. New York: International Universities Press, 1962
- Psychoanalytische Betrachtungen zur Dynamik und Genese des Vorurteils, des Antisemitismus und des Nazismus. In: Psyche, 1962/1963, S. 273–284
  - Psychoanalytische Betrachtungen zur Dynamik und Genese des Vorurteils, des Antisemitismus und des Nazismus. Psyche 1992, S. 1152–1176
- Die Mobilisierung eines Stellvertreters. In: Psyche, 1963/1964, S. 129–145
- National socialism and the genocide of the Jews. A psycho-analytic study of a historical event. International journal of psychoanalysis, 1964, S. 386–395
- Die Beurteilung von Wiedergutmachungsansprüchen der als Kleinkinder Verfolgten, in: H. Herberg (Hrsg.): Spätschäden nach Extrembelastungen : Referate der II. Internationalen Medizinisch-Juristischen Konferenz in Düsseldorf 1969. Herford: Nicolai, 1971, S. 270–274
- Some unconscious factors in the psychogenesis of recent student uprisings. Psychoanalytic quarterly, 1972, S. 207–223
- Narzißmus in unserer Zeit : einige psychanalytisch-soziologische Überlegungen zu seiner Genese. Psyche 37 (1983), 1, Seite 16–40
- On obstacles to the working-through of the nazi holocaust experience and on the consequences of failing to do so, in: Steven A. Luel (Hrsg.): Psychoanalytic reflections on the holocaust: selected essays. Psychoanalytic reflections on the holocaust. 1984, S. 196–205
- Die Herrschaft des Thanatos. Über die Bedeutung der Drohung eines nuklearen Krieges und der Einfluß dieser Drohung auf die psychoanalytische Theoriebildung. In: Carl Nedelmann (Hrsg.): Zur Psychoanalyse der nuklearen Drohung. 1985, S. 37–55
- Offener Brief an Dieter Ohlmeier vom 20. Dezember 1985. In: Psyche, 1986, S. 902–905
- Die Durcharbeitung der Nazivergangenheit in der deutschen psychoanalytic community. Versuch einer Einschätzung aus naher Ferne. In: Psyche, 1996, 2, S. 97–122
- Die Opferung Isaaks. Forum der Psychoanalyse, 2001, S. 350–359